# СР Југославија на Летњим олимпијским играма 2000.
ЛОИ одржане у Сиднеју, Аустралија су биле друго учешће спортиста из СР Југославије на Летњим олимпијским играма где су представници били само из две бивше републике Србије и Црне Горе. Ово су уједно биле и задње игре на којима су спортисти Србије и Црне горе учествовале под именом Југославије, већ на наредним Летњим олимпијским играма су учествовали под именом Србија и Црна Гора.
Југославија је на ове игре овај пут послала 109 такмичара који су учествовали у 14 спортова (атлетика, ватерполо, дизање тегова, кајак и кану, кошарка, мачевање, одбојка, пливање, рвање, скокови у воду, стони тенис, тенис, стрељаштво, џудо). Најуспешнији представник је била Одбојкашка репрезентација Југославије која је освојила златну медаљу.
Најмлађи учесник у југословенској репрезентацију био је пливач Милорад Чавић са 16 година и 110 дана, а најстарији стрелац Горан Максимовић 37 година и 57 дана.

## Учесници по дисциплинама
| Спорт        | Мушкарци | Жене | Укупно |
| ------------ | -------- | ---- | ------ |
| Атлетика     | 15       | 9    | 24     |
| Бокс         | 1        | 0    | 1      |
| Ватерполо    | 13       | 0    | 13     |
| Веслање      | 6        | 0    | 6      |
| Кајак и кану | 5        | 1    | 6      |
| Кошарка      | 12       | 0    | 2      |
| Мачевање     | 0        | 1    | 1      |
| Одбојка      | 11       | 0    | 11     |
| Пливање      | 7        | 2    | 9      |
| Стони тенис  | 2        | 0    | 2      |
| Стрељаштво   | 3        | 3    | 6      |
| Рукомет      | 15       | 0    | 10     |
| Тенис        | 2        | 0    | 2      |
| Џудо         | 0        | 1    | 1      |
| Укупно(14)   | 92       | 17   | 109    |

### Освојене медаље на ЛОИ
| Освојене медаље југословенских спортиста на ЛОИ 2000. |            |       |        |        |        |
| Спортиста                                             | Спорт      | Злато | Сребро | Бронза | Укупно |
| Одбојкашка репрезентација                             | Одбојка    | 1     | 0      | 0      | 1      |
| Јасна Шекарић                                         | Стрељаштво | 0     | 1      | 0      | 1      |
| Ватерполо репрезентација                              | Ватерполо  | 0     | 0      | 1      | 1      |
| Укупно                                                | 3          | 1     | 1      | 1      | 3      |

## Атлетика
Југославија је послала на олимпијске игре у Пекингу атлетску репрезентацију састављену од 24 атлетичара међу којима је било 15 мушкараца и 9 жена, који су се такмичили у 16 дисциплина (7 мушких и 9 женских).

### Мушкарци
Тркачке дисциплине
| Атлетичар                                                      | Дисциплина    | Група    | Група            | Четвртфинале | Четвртфинале | Полуфинале        | Полуфинале        | Финале            | Финале            | Детаљи |
| Атлетичар                                                      | Дисциплина    | Резултат | Место            | Резултат     | Место        | Резултат          | Место             | Резултат          | Место             | Детаљи |
| -------------------------------------------------------------- | ------------- | -------- | ---------------- | ------------ | ------------ | ----------------- | ----------------- | ----------------- | ----------------- | ------ |
| Дарко Радомировић                                              | 1.500 м       | 3:43,57  | 10 1.гр. 31/41   |              |              | Није се пласирао  | Није се пласирао  | Није се пласирао  | Није се пласирао  |        |
| Синиша Пеша                                                    | 400 м препоне | 52,14    | 5. 8 гр. 54 / 62 |              |              | Није се пласирао  | Није се пласирао  | Није се пласирао  | Није се пласирао  |        |
| Слободан Спасић Предраг Момировић Милош Шакић Милан Петаковић  | 4 х 100 м     | 39,99    | 6 1, гр. 30 / 40 |              |              | Нису се пласирали | Нису се пласирали | Нису се пласирали | Нису се пласирали |        |
| Бранислав Стојановић Славиша Вранеш Марко Јанковић Синиша Пеша | 4 х 400 м     | 3:07,41  | 6 5.гр 23 / 34   |              |              | Нису се пласирали | Нису се пласирали | Нису се пласирали | Нису се пласирали |        |
| Александар Раковић                                             | 50 км ходање  |          |                  |              |              |                   |                   | 3:49:16           | 11 / 56           |        |

Техничке дисциплине
| Атлетичар      | Дисциплина   | Квалификације | Квалификације | Квалификације | Квалификације | Финале           | Финале           | Финале           | Финале           | Финале           | Финале           | Финале           | Финале | Детаљи |
| Атлетичар      | Дисциплина   | 1 покушај     | 2 покушај     | 3 покушај     | Место         | 1 круг           | 2 круг           | 3 круг           | 4 круг           | 5 круг           | 6 круг           | Најбољи резултат | Место  | Детаљи |
| -------------- | ------------ | ------------- | ------------- | ------------- | ------------- | ---------------- | ---------------- | ---------------- | ---------------- | ---------------- | ---------------- | ---------------- | ------ | ------ |
| Драган Перић   | бацање кугле | 19,04         | 19,46         | 19,49         | 16 / 36       | Није се пласирао | Није се пласирао | Није се пласирао | Није се пласирао | Није се пласирао | Није се пласирао | 19,49            | 16     |        |
| Даниел Јахић   | скок удаљ    | 7,85          | 7,70          | х             | 20 / 53       | Није се пласирао | Није се пласирао | Није се пласирао | Није се пласирао | Није се пласирао | Није се пласирао | 7,85             | 20     |        |
| Зоран Ђурђевић | троскок      | х             | 16,31         | х             | 26 / 40       | Није се пласирао | Није се пласирао | Није се пласирао | Није се пласирао | Није се пласирао | Није се пласирао | 16,31            | 26     |        |
| Стеван Зорић   | скок увис    | 215/о         | 220/ххх       |               | 27-32 / 36    | Није се пласирао | Није се пласирао | Није се пласирао | Није се пласирао | Није се пласирао | Није се пласирао | 215              | 27-32  |        |
| Драгутин Топић | скок увис    | 215/хо        | 220/о         | 224/хх- 227/х | 21-22 / 36    | Није се пласирао | Није се пласирао | Није се пласирао | Није се пласирао | Није се пласирао | Није се пласирао | 220              | 21-22  |        |

### Жене
Тркачке дисциплине
| Атлетичар                                                       | Дисциплина | Група           | Група           | Четвртфинале      | Четвртфинале      | Полуфинале        | Полуфинале        | Финале             | Финале             | Детаљи |
| Атлетичар                                                       | Дисциплина | Резултат        | Место           | Резултат          | Место             | Резултат          | Место             | Резултат           | Место              | Детаљи |
| --------------------------------------------------------------- | ---------- | --------------- | --------------- | ----------------- | ----------------- | ----------------- | ----------------- | ------------------ | ------------------ | ------ |
| Вукосава Ђапић                                                  | 100 м      | 12,12           | 6 3.гр. 60/84   | Није се пласирала | Није се пласирала | Није се пласирала | Није се пласирала | Није се пласирала  | Није се пласирала  |        |
| Мила Савић                                                      | 200 м      | 24,12           | 7 6 гр. 53 / 62 | Није се пласирала | Није се пласирала | Није се пласирала | Није се пласирала | Није се пласирала  | Није се пласирала  |        |
| Соња Столић                                                     | 5.000 м    | 15:38,96        | 8 2 гр. 25 / 50 |                   |                   |                   |                   | Није се пласирала  | Није се пласирала  |        |
| Оливера Јевтић                                                  | 5.000 м    | 15:11,25 кв. НР | 6 3.гр.         |                   |                   |                   |                   | Није завршила трку | Није завршила трку |        |
| Оливера Јевтић                                                  | 10.000 м   | 32:06,54 КВ.    | 4 1.гр. / 44    |                   |                   |                   |                   | 31:29,65 НР        | 11                 |        |
| Елвира Панчић Мила Савић Миљана Митровић Вукосава Ђапић         | 4 х 100 м  | 45,02           | 5 1.гр 21 / 25  |                   |                   | Нису се пласирале | Нису се пласирале | Нису се пласирале  | Нису се пласирале  |        |
| Мила Савић Јелена Станисављевић Вукосава Ђапић Татјана Лојаница | 4 х 400 м  | 3:37,99         | 7 1.гр. 20 / 22 |                   |                   |                   |                   | Нису се пласирале  | Нису се пласирале  |        |

Техничке дисциплине
| Атлетичар         | Дисциплина | Квалификације | Квалификације | Квалификације | Квалификације | Финале            | Финале            | Финале            | Финале            | Финале            | Финале            | Финале           | Финале | Детаљи |
| Атлетичар         | Дисциплина | 1 покушај     | 2 покушај     | 3 покушај     | Место         | 1 круг            | 2 круг            | 3 круг            | 4 круг            | 5 круг            | 6 круг            | Најбољи резултат | Место  | Детаљи |
| ----------------- | ---------- | ------------- | ------------- | ------------- | ------------- | ----------------- | ----------------- | ----------------- | ----------------- | ----------------- | ----------------- | ---------------- | ------ | ------ |
| Марија Мартиновић | троскок    | 13,48         | х             | 13,49         | 22-23 / 27    | Није се пласирала | Није се пласирала | Није се пласирала | Није се пласирала | Није се пласирала | Није се пласирала | 13,49            | 22-23  |        |